# Vormsi
Vormsi (deutsch Worms, schwedisch Ormsö, estlandschwedisch Årmse) ist mit 92 km² die viertgrößte Insel Estlands.

## Beschreibung
Vormsi gehört zu den Moonsund-Inseln. Die Insel liegt zwischen der zweitgrößten estnischen Insel Hiiumaa und der Halbinsel Noarootsi. Vom Festland trennt sie der drei Kilometer breite Wose-Sund (Voosi kurk).
Vormsi wird heute von rund 350 Menschen bewohnt. Im Sommer verkehrt vom Dorf Sviby eine Fähre zwei- bis fünfmal täglich zum zehn Kilometer entfernten Hafenort Rohuküla bei Haapsalu auf dem estnischen Festland.
Der estnische Name der Insel leitet sich vom schwedischen Ormsö („Schlangeninsel“) ab. Seit dem 13. Jahrhundert besiedelten Schweden die Insel. Bis zum Zweiten Weltkrieg stieg die Zahl der Bewohner auf bis zu 3000. 1944 flohen fast alle schwedischstämmigen Einwohner vor dem Vormarsch der Roten Armee über die Ostsee nach Schweden.
Heute noch zeugen die Ortsnamen von der schwedischen Vergangenheit der Insel: die vierzehn Inseldörfer heißen Borrby, Diby, Fällarna, Förby, Hosby, Hullo, Kersleti, Norrby, Rälby, Saxby, Sviby, Söderby und Suuremõisa (Vormsi).
In Hullo, der Inselhauptstadt, befinden sich die 1632 erbaute Kirche und ein Friedhof mit einigen jahrhundertealten Steinkreuzen. In Saxby im Nordwesten steht der 1864 errichtete Leuchtturm der Insel.

## Bilder

Flagge
Wappen
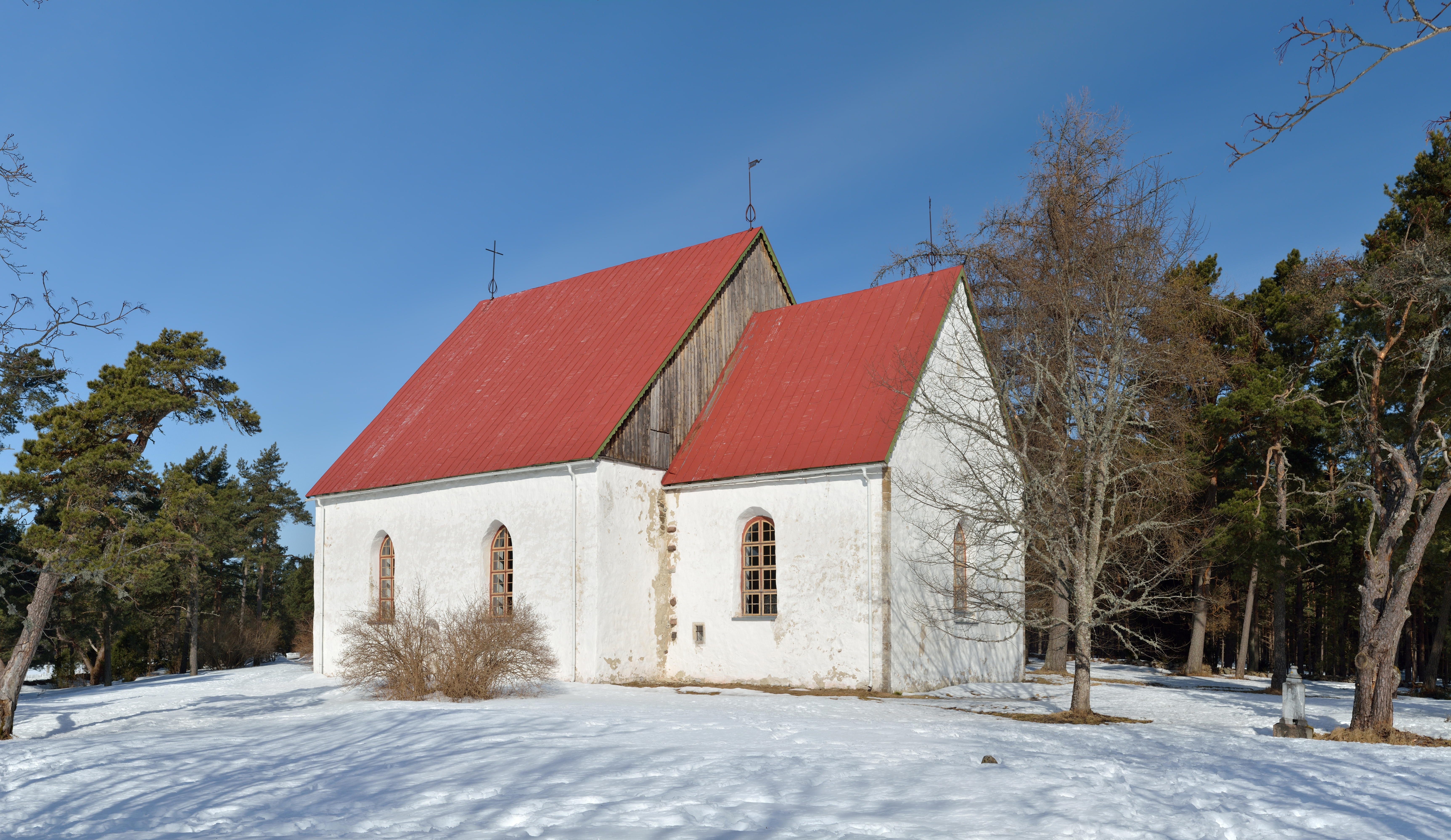
Die Inselkirche im Dorf Hullo
Leuchtturm in Saxby
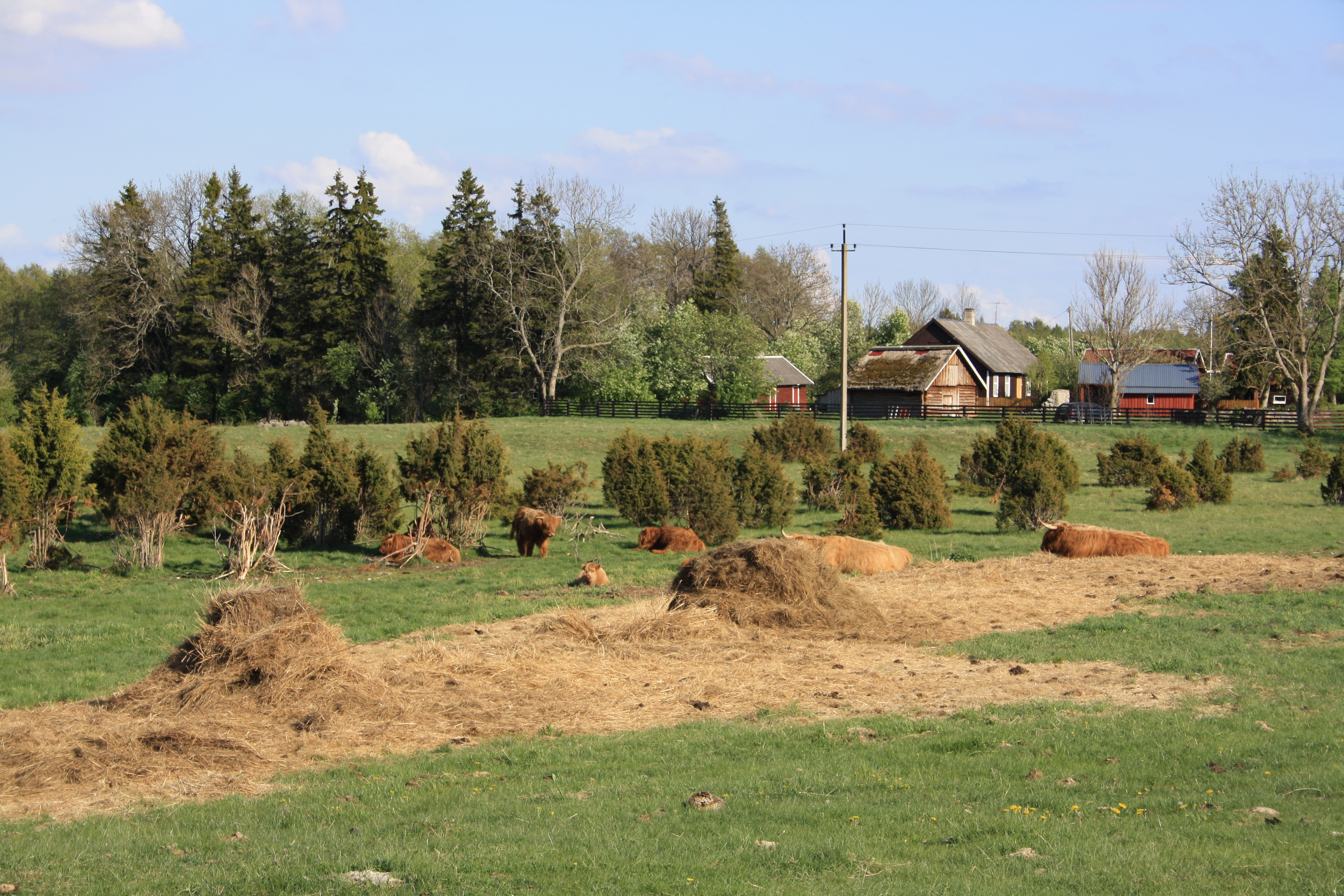
Weide bei Rälby
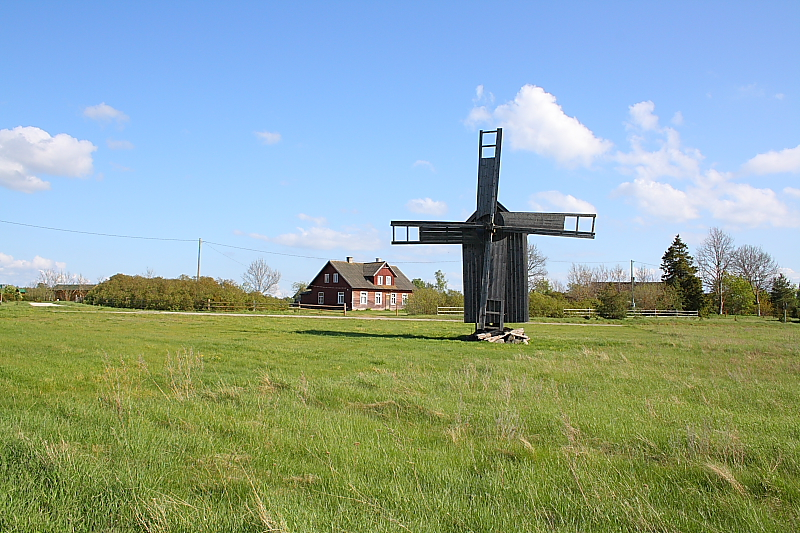
Windmühle in Rälby
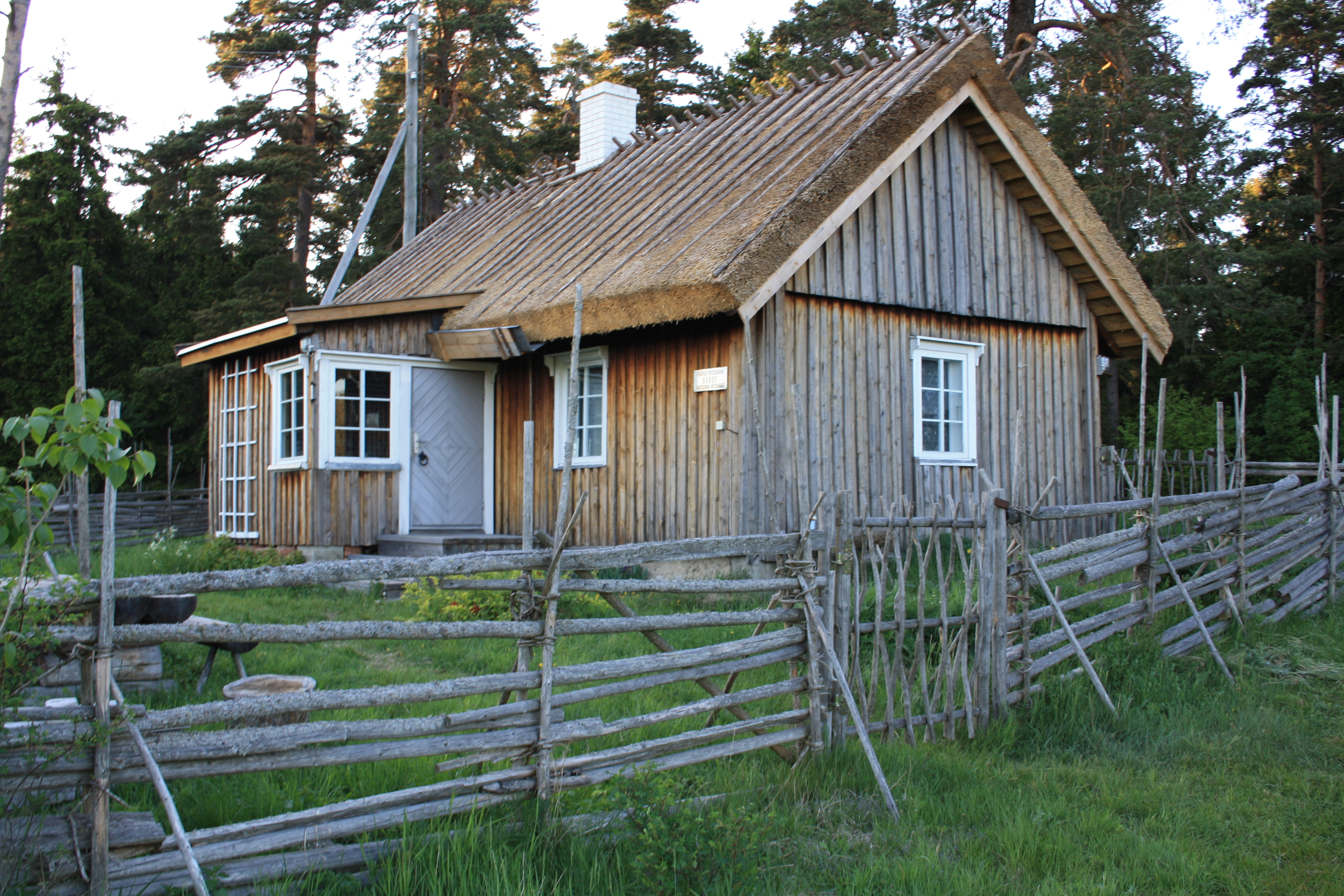
Holzfällerkate in Hullo
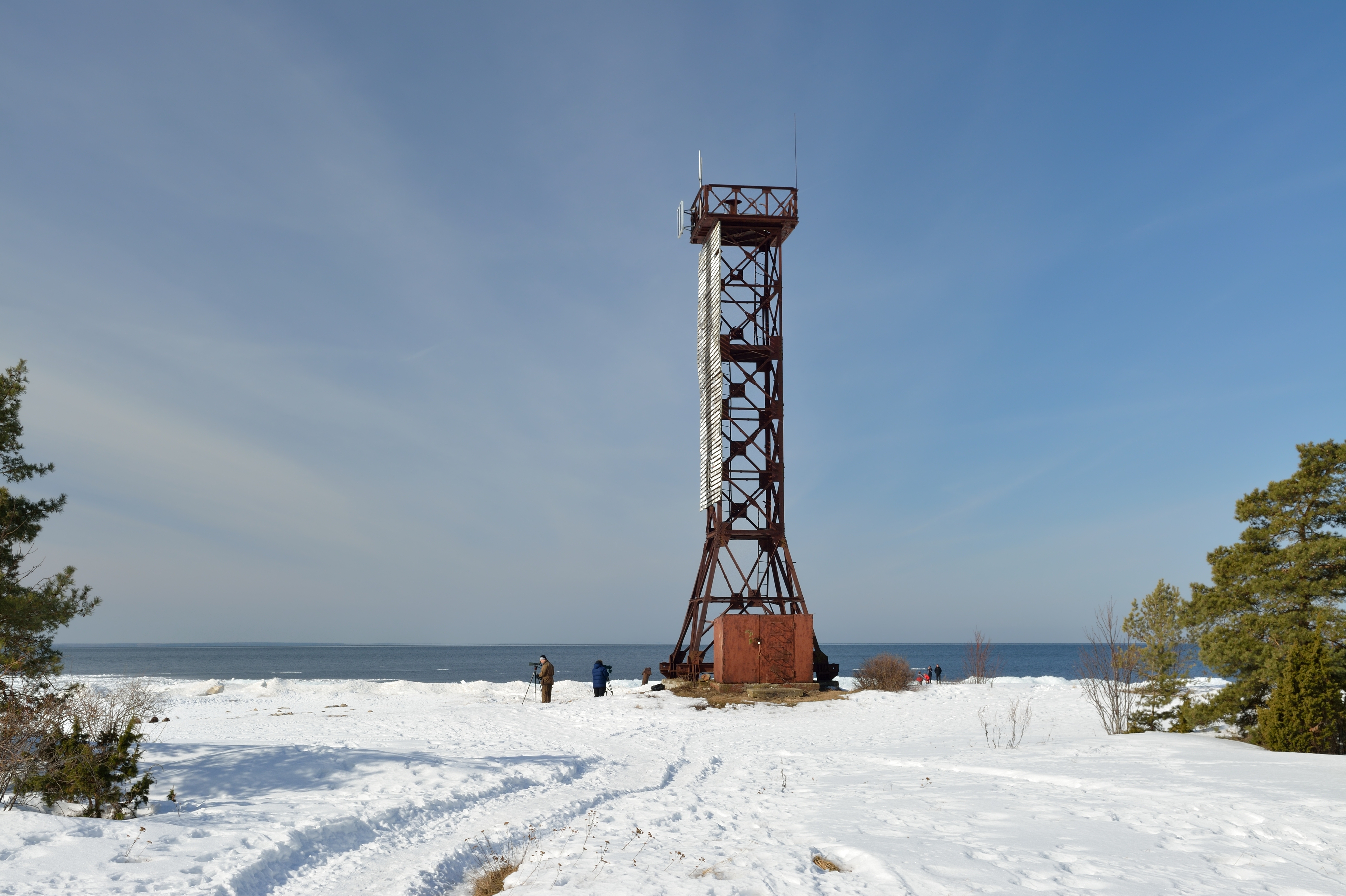
Leuchtfeuer in Saxby
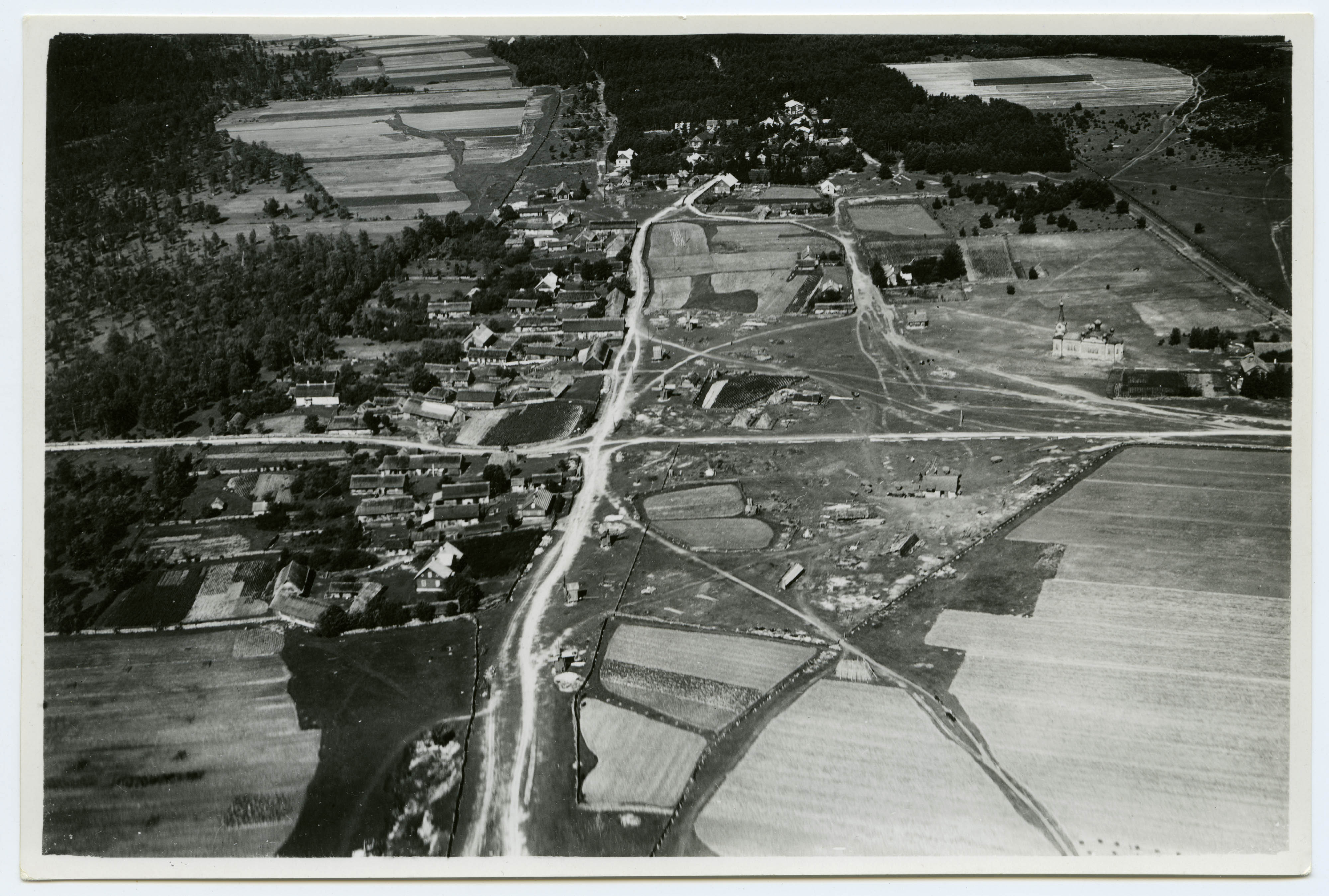
Das Dorf Hullu im Jahr 1934